# Товариство башкирських жінок Республіки Башкортостан
Товариство башкирських жінок Республіки Башкортостан (башк. Башҡортостан Республикаһының Башҡорт ҡатын-ҡыҙҙары йәмғиәте) — громадська організація, утворена в цілях підвищення статусу жінки в суспільстві, її ролі в суспільно-політичному, економічному, соціальному та культурному житті республіки, укріплення сім'ї, збереження і розвитку культури та мови башкирів, народних традицій та ремесел.
Штаб-квартира Товариства розташована в Башкортостані в місті Уфа.

## Загальна характеристика
17 листопада 1990 року в Уфі на Установчому з'їзді створено громадську організацію «Товариство башкирських жінок Республіки Башкортостан».
Станом на 2007 рік, у складі Правління Товариства перебувало 30 жінок.
Організація бере активну участь в проведені різноманітних громадських заходів, як Дні районів та міст Башкортостану, національних свят, конкурсів, науково-практичних конференцій, благодійна допомога дитячим будинкам, пропаганда здорового способу життя та інших.
Товариство башкирських жінок виступає одним із організаторів республіканських та районних конкурсів.
Організація надає матеріальну допомогу Серменевському дитячому будинку, спеціальній школі-інтернат села Верхній Авзян та дитячому будинку села Узян Бєлорєцького району. Проводить різноманітні благодійні акції. У 2013 році організувала благодійну акцію з надання допомоги постраждалим від стихійних лих в Абзеліловскому районі.
Товариство башкирських жінок співпрацює з мечеттю «Іхлас», спільно з якою організує різні заходи (науно-практична конференція «Іслам та жінка»). У 2006 році в Москві та Єкатеринбурзі представники від імені організації брали участь у конференціях, що присвячені проблемам сім'ї в поліетнічному просторі в містах. За сприяння організації в 2006 році відкрито башкирську школу у місті Набережні Челни Республіки Татарстан.
Товариство башкирських жінок є членом Союзу жінок Башкортостану, Всесвітнього курултаю (конгресу) башкирів. Товариство співпрацює з Міжрегіональною жіночою громадською організацією сприяння збереженню традицій тюркомовних народів, Всесвітньою асоціацією жінок тюркського світу, громадською організацією «Ак тирма» та іншими.
Організацією видані довідник про відомих жінок Башкортостану («Башкирская женщина на рубеже тысячелетий. Уфа, 2000.»), різні методичні брошюри («Советы молодой семье. Уфа, 1995.», «Год матери. Уфа, 2001») та інші друковані матеріали.

## Керівниці
- Максютова Нажиба Хаєрзаманівна (1990—2000)
- Хісамітдинова Фірдаус Гільмітдинівна (2000—2003)
- Юнусова Гульфія Азнагулівна (2003—2004)
- Ситдикова Гузаль Рамазанівна (2004—2011)
- Султангарєєва Розалія Асфандіярівна (2011—2017)
- Кульсаріна Гульнур Галінурівна (з 2017 року)